# Cindy, oh Cindy

Das Original: Eddie Fisher auf RCA Victor

Cindy, oh Cindy ist der Titel eines zunächst englischsprachigen Schlagers, der 1956 veröffentlicht wurde. 1957 wurden die deutschen Versionen von Margot Eskens und Wolfgang Sauer zu einem großen Schallplattenerfolg. 

## Entstehung
Das US-amerikanische Songwriter-Team Robert Nemiroff und Burt D’Lugoff schrieben das Lied im Foxtrott-Rhythmus unter dem Pseudonym Robert Barron / Burt Long. Bei der Melodie griffen sie auf das alte Lied der Schauerleute Pay Me My Money Down (deutsch: Zahl mir endlich meinen Lohn) zurück, das Lydia Parrish 1942 in ihrem Buch Slave Songs of the Georgia Sea Islands veröffentlichte. Mit dem Originaltext machte die amerikanische Folksonggruppe The Weavers das Lied bei ihrem Carnegie-Hall-Konzert 1955 bekannt. Barron/Long versahen ihre Version mit einem neuen Text, in dem ein Seefahrer sich nach seiner Cindy sehnt, die er zuhause wiedersehen wird.

## Entwicklung in den USA
Die Barron/Long-Version wurde in den USA im September 1956 sowohl von der Plattenfirma Glory mit Vince Martin als auch von RCA Records mit Eddie Fisher veröffentlicht. Beide Fassungen wurden von dem US-Musikmagazin Billbord in die Top 100 aufgenommen. Vince Martin begann dort am 13. Oktober 1956 mit Platz 49, während Eddie Fisher am 20. Oktober mit Rang 40 nachzog. In den folgenden Wochen stiegen beide Interpreten fast im Gleichschritt aufwärts, ehe Eddie Fisher am 15. Dezember mit Platz zehn das Rennen für sich entschied. Vince Martin schnitt mit dem zwölften Platz jedoch nur unwesentlich schlechter ab. 
In späteren Jahren erschienen in den USA weitere Versionen von Cindy, Oh Cindy. 1962 brachten The Highwaymen bei United Artists eine Single mit dem Barron/Long-Titel heraus. Ebenfalls 1962 nahmen The Beach Boys das Lied in einer etwas abgewandelten Textversion auf, es blieb jedoch zunächst unveröffentlicht. Als Bonustitel erschien es schließlich 2001 auf der CD Surfin' Safari / Surfin' USA. Bereits 1998 erschien Cindy, Oh Cindy auf Perry Comos CD For You. 

Britische Eigenproduktion mit Tony Brent

## Im englischsprachigen Ausland
Im November 1956 erschienen in Großbritannien die Aufnahmen von Eddie Fisher auf His Master’s Voice und von Vince Martin bei London Records. Ebenso wie in den USA verkaufte sich die Fisher-Version am besten, der New Musical Express notierte sie  auf Rang fünf, während Vince Martin nur Platz 26 erreichte. Eine Coverversion mit dem britischen Sänger Tony Brent wurde ebenfalls im November 1956 von Columbia Records herausgebracht und erreichte Platz 16. Eddie Fishers Version erschien unter anderem auch in Australien und Neuseeland, während die Aufnahme mit Vince Martin auch in Kanada verlegt wurde.

## Auf dem deutschen Markt

Coverversion mit Margot Eskens

In der Bundesrepublik konkurrierten ab November 1956 zwei deutschsprachige Versionen von Cindy, oh Cindy miteinander. Den Text hatte Kurt Feltz geschrieben und ihn etwas abgewandelt. Er schilderte das Schicksal aus der Sicht Cindys („dein Herz muss traurig sein, der Mann den du geliebt, ließ dich allein“). Die deutschen Interpreten waren Margot Eskens auf Polydor und Wolfgang Sauer auf Electrola. Sauers Version erschien am 21. Januar 1957 als erste in den Top 30 der Musikzeitschrift Musikmarkt, Margot Eskens wurde erst am 2. Februar 1957 gelistet. In den folgenden Wochen erreichten beide Interpreten Platz eins, schließlich setzte sich aber Margot Eskens durch, die zehn Wochen lang die Spitze in den Top 30 behauptete, während Wolfgang Sauer die Top-Position nur drei Wochen lang innehatte. Margot Eskens lag auch in den Jahres-Charts 1957 in Front. Im März 1957 versuchte auch die Plattenfirma Telefunken am Erfolg von Cindy, oh Cindy teilzuhaben. Sie veröffentlichte eine Single mit Gitta Lind, die aber weitgehend unbeachtet blieb. Ebenso unbeachtet blieb das Original mit Eddie Fisher, das RCA ebenfalls Anfang 1957 auf den deutschen Markt gebracht hatte. In der DDR erschienen auf Amiga Interpretationen von Fred Frohberg (1957) und Ekkehard Göpelt (1985, AMIGA 8 56 142).

## Single-Diskografie
| Interpreten    | Label                  | veröffentl. | Land           |
| -------------- | ---------------------- | ----------- | -------------- |
| Eddie Fisher   | RCA 6677               | 9/1956      | USA            |
| Eddie Fisher   | His Master’s Voice 273 | 11/1956     | UK             |
| Eddie Fisher   | RCA 6677               | 1957        | Deutschland    |
| Vince Martin   | Glory 247              | 9/1956      | USA            |
| Vince Martin   | London 8340            | 11/1956     | UK             |
| Tony Brent     | Columbia 3844          | 11/1956     | UK             |
| Margot Eskens  | Polydor 23363          | 11/1956     | BR Deutschland |
| Wolfgang Sauer | Electrola 8667         | 11/1956     | BR Deutschland |
| Gitta Lind     | Telefunken 45923       | 3/1957      | BR Deutschland |
| Fred Frohberg  | Amiga 850012           | 1957        | DDR            |